# Okręg Veveyse
Veveyse (fr. District de la Veveyse, niem. Vivisbachbezirk, frp. le dichtri de la Vevéje) – okręg w Szwajcarii, w kantonie Fryburg. Siedziba okręgu znajduje się w miejscowości Châtel-Saint-Denis.
Okręg składa się z dziewięciu gmin (Gemeinde) o powierzchni 134,31 km² i o liczbie mieszkańców 20 719.

## Gminy
1. Attalens
2. Bossonnens
3. Châtel-Saint-Denis
4. Granges (Veveyse)
5. La Verrerie
6. Le Flon
7. Remaufens
8. Saint-Martin
9. Semsales

## Zmiany administracyjne
- 1 stycznia 2004
  - utworzenie gminy La Verrerie z gmin Le Crêt, Grattavache i Progens
  - utworzenie gminy Saint-Martin z gmin Besencens i Fiaugères
  - utworzenie gminy Le Flon z gmin Bouloz, Pont (Veveyse) i Porsel